# Erik "Saxjerker" Eriksson
Erik Rubert Eriksson, (tillnamn även Sax-Jerker), född 14 oktober 1906 i S:t Matteus församling, Stockholm, död 14 november 1962 i Kungsholms församling, Stockholm, var en svensk jazzmusiker med tenorsaxofon som huvudinstrument. 
Eriksson medverkade i flera elitorkestrar och deltog i ett 40-tal skivinspelningar. Hans spel hade enligt en kritiker drag av Frankie Trumbauer (1901–1956), ledande amerikansk saxofonist på 1920- och 1930-talen. Under en period spelade Erik “Saxjerker” Eriksson med Emil Iwring i dennes så kallade restaurangorkestrar. 
Som delägare av Handelsfirman BONO, Stockholm, ägnade sig Eriksson åt utgivning av skivmärket BARONET. Namnet var inspirerat av kompanjonen, den danske baronen och jazzentusiasten Timme Rosenkrantz. År 1959 gav han ut en ”lättfattlig nybörjarskola” för saxofon. 
Eriksson är begravd på Skogskyrkogården i Stockholm.